# سفارة السويد في بلغاريا
سفارة السويد في بلغاريا هي أرفع تمثيل دبلوماسي لدولة السويد لدى بلغاريا. تقع السفارة في Stolichna Municipality ‏ وهي تهدف لتعزيز المصالح السويدية في بلغاريا.

## وصلات خارجية
- قائمة سفارات السويد
- قائمة السفارات في بلغاريا